# Mistérios no Convento
Che Dio ci aiuti é uma série de televisão italiana transmitida no Rai 1 a partir de 15 de dezembro de 2011 
.
A série já foi exibida no Brasil pela TV Aparecida intitulada de Mistérios no Convento.

## Sinopse
A irmã Angela, juntamente com suas irmãs, administra um internato que abriga meninas e pessoas de diferentes origens. Aqui também existe um bar, o Canto Divino, um ponto de encontro comum que leva o convento pacífico a ser frequentado por diferentes personagens a cada episódio. Isso faz com que a irmã Angela entre em contato com seus assuntos diários e se envolva em seus problemas.

### 1° Temporada
A irmã Angela, uma ex-prisioneira que mudou completamente sua vida, vive no convento dos Anjos de Modena, que corre o risco de fechar devido à falta de vocações e a uma série de dificuldades econômicas. Ele então decidiu transformar o convento em um colégio interno, com uma bar dentro. Essa nova situação traz nova vida ao convento, que se torna um local onde vários tipos de pessoas se encontram. A irmã Angela está particularmente ligada a três meninas: Giulia, Azzurra e Margherita, com personagens e problemas completamente opostos. A primeira é uma jovem mãe, a segunda uma mimada que tem um relacionamento conflituoso com o pai, a terceira uma ingênua e doce aluna em sua primeira experiência fora de casa. O passado, no entanto, bate novamente à sua porta: Eleonora Provasi, esposa do homem morto durante o assalto em que participou quando menina, antes de morrer a perdoa e pede que ela cuide do inspetor Marco Ferrari, o filho que, viúvo, não teve forças para criar. A tarefa não é nada fácil: o O homem, criado em uma instituição, é muito grosseiro e nunca consegue estabelecer um relacionamento duradouro com uma mulher. Giulia sabe algo sobre isso, que no passado tinha uma história com ele. Cecilia nasceu dessa relação, mesmo que Marco não saiba que ele é seu pai. A irmã Angela consegue convencer o inspetor a morar no colégio interno, para que ele possa ficar perto dele e se intrometer em suas investigações. Com o tempo, Azzurra, com a ajuda da freira, aprende a não se interessar apenas por si mesma e entende que a universidade não é para ela, decidindo trabalhar para ficar sozinha. Margherita, por outro lado, aprende a se controlar e a seguir suas ambições. A freira, após várias hesitações, consegue revelar a verdade sobre seu passado a Marco, que, após uma partida inicial, decide perdoar a mulher que cuidou dele nos meses em que foi hospedado no convento. O homem, incluindo a verdadeira razão pela qual ele foi abandonado por sua mãe, pode fechar as contas com o passado e se aproximar de Giulia, que concorda em se casar com ele e informa que ele é o pai da garota que aprendeu ao longo do tempo a amar.

### 2° Temporada
Depois que Giulia, Marco e Cecilia deixaram o convento, a irmã Angela acolhe duas novas garotas no convento, Nina e Chiara, duas aspirantes a advogados que moram no colégio interno com Azzurra e Margherita, que permaneceram no convento. O pai de Azzurra é o advogado do proprietário do convento, que aumenta o aluguel do convento, o que, por esse motivo, corre o risco de ser fechado. Portanto, também é transformado em residência universitária. Guido também chega ao internato, um professor universitário de direito, que leva David sob custódia, o filho que sua ex-esposa teve de um caso extraconjugal e a quem ele confiou aos cuidados da irmã Angela no momento da morte. Guido mal aceita a guarda da criança e a irmã Angela, com estratagema, propõe Azzurra como babá. Enquanto isso, Margherita trabalha como médica no hospital e se apaixona por sua prima, que mais tarde descobre que ele é casado. Mais tarde, ele conheceu e preparou o casamento com um de seus pacientes, Emilio, um ex-corredor que precisa de um transplante de coração. Enquanto lidava com o pequeno Davide, Azzurra ficou noivo de Gianandrea, um conhecido dele do ensino médio, agora um matemático ilustre. Posteriormente, no entanto, ela percebe que está apaixonada por Guido e o relacionamento com Gianandrea termina, depois que os dois fizeram as publicações para o casamento, de modo a obter pouco Davide para adoção, já que Guido recebeu a oferta de uma cátedra universitária. em Berlim. Nina começa a se relacionar amigavelmente com as outras meninas do internato, enquanto Chiara, depois de perder um filho, ela recusa a proposta de casamento de seu namorado Riccardo porque recebeu a "ligação" e quer se tornar freira. A irmã Angela, a pedido da mãe de Davide, ocultou a notícia de Guido de que o pai biológico da criança estava na prisão na Tailândia e que, uma vez libertado, não havia mais vestígios, de modo a fazer Davide gostar do único homem que sua mãe realmente amava. Somente quando Paolo Marino, o verdadeiro pai de Davide, aparece no internato, Guido entende a importância que a criança tem na vida e decide deixar a namorada, renunciando à cátedra da universidade em Berlim. Paolo Marino deixa seu filho com Guido, a quem Davide considera o verdadeiro pai. No dia do casamento entre Margherita e Emilio, Guido declara seu amor por Azzurra, que o retribui. ele escondeu de Guido a notícia de que o pai biológico do menino estava preso na Tailândia e que, uma vez que ele partiu, não havia mais vestígios, de modo a fazer Davide gostar do único homem que sua mãe realmente amava. Somente quando Paolo Marino, o verdadeiro pai de Davide, aparece no internato, Guido entende a importância que a criança tem na vida e decide deixar a namorada, renunciando à cátedra da universidade em Berlim. Paolo Marino deixa seu filho com Guido, a quem Davide considera o verdadeiro pai. No dia do casamento entre Margherita e Emilio, Guido declara seu amor por Azzurra, que o retribui. ele escondeu de Guido a notícia de que o pai biológico do menino estava preso na Tailândia e que, uma vez que ele partiu, não havia mais vestígios, de modo a fazer Davide gostar do único homem que sua mãe realmente amava. Somente quando Paolo Marino, o verdadeiro pai de Davide, aparece no internato, Guido entende a importância que a criança tem na vida e decide deixar a namorada, renunciando à cátedra da universidade em Berlim. Paolo Marino deixa seu filho com Guido, a quem Davide considera o verdadeiro pai. No dia do casamento entre Margherita e Emilio, Guido declara seu amor por Azzurra, que o retribui. Somente quando Paolo Marino, o verdadeiro pai de Davide, aparece no internato, Guido entende a importância que a criança tem na vida e decide deixar a namorada, renunciando à cátedra da universidade em Berlim. Paolo Marino deixa seu filho com Guido, a quem Davide considera o verdadeiro pai. No dia do casamento entre Margherita e Emilio, Guido declara seu amor por Azzurra, que o retribui. Somente quando Paolo Marino, o verdadeiro pai de Davide, aparece no internato, Guido entende a importância que a criança tem na vida e decide deixar a namorada, renunciando à cátedra da universidade em Berlim. Paolo Marino deixa seu filho com Guido, a quem Davide considera o verdadeiro pai. No dia do casamento entre Margherita e Emilio, Guido declara seu amor por Azzurra, que o retribui.

### 3° Temporada
Depois de serem despejadas de Modena , as freiras se mudam para Fabriano (AN), onde a irmã Angela começa a ensinar no ensino médio. Enquanto isso, Davide, Azzurra e Guido chegam, prontos para se casar, e Margherita e Emilio, esperando o nascimento de sua filha, Anna. Nina, depois de demitida, também se mudou para Fabriano, onde começou a lecionar na mesma escola que a irmã Angela e conheceu Alice, uma adolescente deixada sozinha pela mãe. A partir daqui, a paz conquistada pela irmã Costanza será interrompida pelos problemas das meninas. Azzurra trai Guido, e sua história definitivamente terminará quando Rosa chegar, a irmã natural de Azzurra e em busca de seu pai que arruinou sua vida. Margherita dá à luz, mas logo após o coração de Emilio parar de bater, não antes de pegar a filha pela primeira e última vez. Azzurra está noivo de Dario, o homem por quem ele traiu Guido, inicialmente apenas para deixá-lo com ciúmes, mas com quem ele começará um relacionamento sério somente depois de perceber que está apaixonado por Rosa. Nina conhece Gregorio, um professor muito apegado aos alunos e com comportamentos semelhantes aos deles. Eles vão se apaixonar, mas Gregorio partirá para a África, inicialmente querendo levar Nina com ele, mas eventualmente saindo sozinho. Margherita, inicialmente em dificuldade com Anna, voltará ao trabalho, onde encontrará um oponente, Carlo, para o cargo de pesquisador em Bruxelas. Os dois se apaixonam, mas lutam para perceber, até Carlo superar uma crise, graças a Margherita, após o rompimento com sua namorada e, desde então, ele tenta confessá-lo. Enquanto isso, Achille Gentileschi chega, que se apresenta como padrasto de Paolo Marino e, consequentemente, avô de Davide, querendo levá-lo de volta, mas ele decidirá deixá-lo com Guido e visitá-lo todos os dias. Azzurra vai deixar Dario quando ele descobrir que a provocou para afastá-la do convento. Guido entenderá que nunca deixou de amar Azzurra e, depois de deixar Rosa, se declarará, mas naquele momento será revelado a ele que Azzurra e Rosa são irmãs. Rosa se recusará a deixar Guido partir, fingindo estar grávida, apesar de um teste de gravidez negativo, e fazendo com que Azzurra vá para Seattle com Davide e Achille, que serão submetidos a uma operação arriscada para voltar a andar. Pouco antes de partir, Azzurra será acompanhada por Rosa, que lhe dirá a verdade. Guido, irmã Angela, irmã Costanza, Nina, Gregorio, Margherita e Carlo chegarão ao aeródromo, tornando-se conscientes da situação, acreditando que Azzurra partiu e que é tarde demais; ao contrário, parece que permaneceu no chão e se reconciliará com Guido.

### 4° Temporada
Com o casamento de Azzurra e Guido, o convento se esvazia temporariamente: Margherita e Carlo partem para Bruxelas, Rosa parte para Milão para trabalhar, Nina está na África para ajudar Gregorio, finalmente Guido e Davide vão para Londres porque o homem o encontrou lá um lugar como professor. No entanto, muitos rostos novos pedem a ajuda da irmã Angela. Entre esses, encontramos Valentina ", acompanhantemas então ele aprenderá a amá-la. Enquanto isso, Nico e Monica acham difícil entender que estão apaixonados: Nico começa um relacionamento com Asia, uma garota que acabou de voltar de um acidente em que perdeu a memória, enquanto Monica fica noiva de Martino, um neurologista do hospital; apesar disso, os dois têm ciúmes um do outro. A mulher acreditará que Asia está fingindo ter perdido a memória e Nico suspeitará que Martino tenha um amante. De fato, suas suspeitas são bem fundamentadas: a Ásia se lembrou de tudo e Martino tem uma amante, Laura. Asia e Martino vão deixá-los e partir. Monica e Nico declararão e ficarão noivos, mas não têm tempo para dizer que querem uma família com Edo, porque a história terá uma reviravolta inesperada. Azzurra, por outro lado, confessará a Emma que ela é sua mãe. All ' Emma não aceita bem e fica com muita raiva, mas depois aceita Azzurra como mãe e a prefere a outra família adotiva. Valentina, depois de uma série de dificuldades causadas por seu "trabalho" anterior, conquista o carinho das meninas e freiras, principalmente da irmã Costanza, e o amor de Gabriele; o retorno do pai de Valentina, que, tendo aprendido seu passado, não quer mais vê-la novamente, levará a garota a reavaliar tudo e decidir deixar Gabriele e o convento.

### 5° Temporada
Alguns meses se passaram desde o final dos eventos da quarta temporada: o Canto Divino no convento dos Anjos foi fechado. Azzurra, tendo herdado todo o edifício, retorna. Nico está saindo para o Milan, decepcionado com Monica, que voltou com o marido trazendo Edo com ela. Azzurra está de volta de um terrível evento de luto: seu amado Guido e o pequeno Davide foram mortos em um acidente de carro no dia em que Guido pediu a Azzurra um filho. Por esse motivo, ela está determinada a vender o imóvel para esquecer aquelas lembranças dolorosas. Enquanto isso, duas meninas chegam ao convento: Genebra, uma novata que não se acostuma com facilidade à vida frenética do convento e Maria, neta da irmã Costanza.

## Lista de Temporadas
| Temporada | Temporada | Episódios | Episódios | Originalmente lançado |
| --------- | --------- | --------- | --------- | --------------------- |
|           | 1         | 16        | 16        | 2011-2012             |
|           | 2         | 16        | 16        | 2013                  |
|           | 3         | 20        | 20        | 2014                  |
|           | 4         | 20        | 20        | 2017                  |
|           | 5         | 20        | 20        | 2019                  |
|           | 6         | ASA       | ASA       | 2021                  |

## Elenco
- Elena Sofia Ricci: suor Angela
- Massimo Poggio: Marco Ferrari
- Serena Rossi: Giulia Sabatini
- Francesca Chillemi: Azzurra Leonardi
- Miriam Dalmazio: Margherita Morbidelli
- Laura Glavan: Nina Cristaldi
- Lino Guanciale: Guido Corsi
- Valeria Fabrizi: suor Costanza
- Laura Gaia Piacentile: Cecilia Sabatini
- Rosa Diletta Rossi: Chiara Alfieri
- Cesare Christian Favoino: Davide Corsi
- Sofia Panizzi: Alice
- Neva Leoni: Rosa Leonardi Francini
- Diana Del Bufalo: Monica Giulietti
- Gianmarco Saurino: Nicodemo Nunzio Maria "Nico" Santopaolo
- Cristiano Caccamo: Gabriele Mattei
- Arianna Montefiori: Valentina Valpreda
- Bianca Di Veroli: Emma Leonardi
- Christian Monaldi: Edoardo
- Simonetta Columbu: Ginevra Alberti
- Laura Adriani: Maria Galiardi
- Margherita Manfredi: Daniela
- Matilde Manfredi: Silvia